# Richard, hertug af Gloucester (Windsor)
Prins Richard, hertug af Gloucester (Richard Alexander Walter George Windsor, født 26. august 1944) er en britisk prins og medlem af den britiske kongefamilie.
Han er barnebarn af Kong Georg V. Han har haft titlen Hertug af Gloucester siden hans far (Prins Henry, hertug af Gloucester) døde i 1974.

## Biografi
Prins Richard blev født den 26. august 1944 på St Matthew's Nursing Home i Northampton i England. Han var det andet barn af Prins Henry, hertug af Gloucester og Alice Christabel Montagu Douglas Scott.
Fra 1945 til 1947 var faderen Australiens ellevte generalguvernør, og familien boede i denne periode i Australien.
Prins Richard arbejdede som arkitekt indtil hans storebror, prins William, døde i en flyulykke i 1972, hvilket gjorde ham til sin fars arving. Han efterfulgte sin far som hertug af Gloucester ved dennes død i 1974.

## Familie
HKH Prins Richard er gift i 1972 med den danskfødte Birgitte Eva Henriksen (Hendes Kongelige Højhed Birgitte, Hertuginde af Gloucester). De har tre børn og seks børnebørn:
- Alexander Windsor, jarl af Ulster (født 1974) gift Claire Booth
  - Xan Richard Anders Windsor, Baron Culloden (født 2007)
  - Lady Cosima Rose Alexandra Windsor (født 2010)
- Lady Davina Elizabeth Alice Benedikte Windsor (født 1977), gift Gary Lewis 
  - Senna Kowhai Lewis (født 2010)
  - Tāne Lewis (født 2012)
- Lady Rose Victoria Birgitte Louise Windsor (født 1980), gift George Gilman 
  - Lyla Beatrix Christabel Gilman (født 2010)
  - Rufus Gilman (født 2012)

## Ordener
- 1997 - Ridder af Hosebåndsordenen (KG)
- 1974 - Storkors af kongelige Victoriaordenen (GCVO)
- 1975 - Storprior af britiske Johanniterordenen (GCStJ)